# ITC-irst
L'Istituto per la Ricerca Scientifica e Tecnologica, in sigla ITC-irst (spesso abbreviato in IRST), è uno degli istituti di ricerca costituiti all'interno dell'Istituto trentino di cultura (ITC) oggi ristrutturato con il nome di Fondazione Bruno Kessler (FBK).
L'istituto ha sede a Povo, sulla collina est di Trento. La ricerca condotta in IRST, come negli altri centri della Fondazione, è in gran parte finanziata dalla Provincia autonoma di Trento. IRST è nato nel 1976 all'interno dell'ITC (fondato da Bruno Kessler nel 1962) come centro di sviluppo e di ricerca in fisica e, a partire dal 1985, è stato fra i primi istituti di ricerca in Italia ad occuparsi di intelligenza artificiale, sotto la direzione di Luigi Stringa. Dopo la dipartita di Stringa, si è dedicato alla ricerca in prevalenza dei settori dell'informatica avanzata, dei microsistemi e della micromeccanica, della fisica-chimica delle superfici e interfacce, per poi dichiarare il 2018 come anno dell'Intelligenza Artificiale di seconda generazione.
Prima della riforma del 2007 l'istituto scientifico era organizzato in sei divisioni:
- sistemi di ragionamento automatico
- sistemi sensoriali interattivi
- tecnologie cognitive e della comunicazione
- fisica, chimica delle superfici e interfacce
- microsistemi
- MicroTechnologies Laboratory.

Con la legge sul "Riordino del sistema provinciale della ricerca e dell'innovazione" irst ha subito una scissione in due centri: Information Technology e Materials and Microsystems a loro volta organizzati in unità di ricerca. Dal 2000, a seguito di ulteriori suddivisioni per competenza, i Centri di ricerca si sono moltiplicati. IRST rimane il nome di riferimento per i poli scientifici di FBK posti in collina.
L'attività di ricerca e sviluppo ha fatto sì che IRST sia divenuto sede principale per alcuni progetti di software libero importanti, come ad esempio il GRASS GIS, il software open source leader nel settore dei GIS, e il NuSMV, un model checker simbolico molto usato nel mondo della ricerca.

Molti sono stati, e tuttora lo sono, i contributi dati alla comunità scientifica, a quella del software libero, e a quelle delle aziende e altri centri di ricerca nazionali e internazionali.
L'IRST collabora con l'Università degli Studi di Trento, con la quale è stato istituito un dottorato internazionale in informatica e telecomunicazioni (ICT)  nel 2001.